# Моргонджорі
Моргонджорі, Морґонджорі (італ. Morgongiori, сард. Margaxori) — муніципалітет в Італії, у регіоні Сардинія,  провінція Ористано.
Моргонджорі розташоване на відстані близько 400 км на південний захід від Рима, 70 км на північний захід від Кальярі, 23 км на південний схід від Ористано.
Населення — 745 осіб (2014).
Щорічний фестиваль відбувається 22 липня. Покровитель — Santa Maria Maddalena.

## Демографія
Населення за роками:

Станом на 1 січня 2023 року в муніципалітеті офіційно проживали 22 іноземці з 5 країн, серед них 12 громадян країн Євросоюзу.

## Сусідні муніципалітети
- Алес
- Куркурис
- Маррубіу
- Мазуллас
- Помпу
- Санта-Джуста
- Сірис
- Урас